# Larry Lurex
Larry Lurex va ser el nom artístic usat pel cantant Freddie Mercury per a un projecte musical dels Trident Studios amb el seu director Robin Geoffrie Cable el 1972. El nom va venir del nom de l'estrella de Glam Rock Gary Glitter i del cable metàl·lic Lurex, cable que havia estat tractant de recrear la tècnica " Wall Of Sounds " de Phil Spector.
Va gravar dues cançons:
- I Can Hear Music (Escrita per Jeff Barry, Ellie Grinwich i Phil Spector, que van ser un èxit gràcies a The Ronettes i The Beach Boys)
- Goin ' Back (Escrita per Carole King i Gerry Gofin, que van ser èxits de Dusty Springfield i The Byrds)

Cable va triar a Freddie Mercury que ja formava part de Queen per ser el vocalista d'aquestes dues pistes, aprofitant que Queen es trobava treballant en el seu primer disc als mateixos estudis Trident. Mercury va suggerir als seus companys de banda Brian May i Roger Taylor perquè gravessin les percussions, guitarres i veus de suport a les cançons. El baixista John Deacon va participar en la cançó "Goin ' Back".
Les pistes van ser gravades en discos de vinil de 7 "per al single en EMI el 1973 (catalogat en EMI 2030), però no van entrar a les llistes d'èxit britàniques. Això va ocórrer abans que Queen gravés el seu primer àlbum de nom homònim Queen. Ambdues cançons van ser incloses a l'àlbum recopilatori de Lover of Life, Singer of Songs — The Very Best of Freddie Mercury Solo.
Un fragment de Goin ' Back apareix a la cançó Mother Love del disc Made In Heaven de Queen. Sent aquesta la darrera cançó que va enregistrar Freddie Mercury i tancant així la seva carrera amb un fragment de la primera cançó a la seva darrera.